# Анестезиология и реаниматология
«Анестезиология и реаниматология» — российский специализированный научно-медицинский журнал клинического направления, сфокусированный на проблемах общей анестезии в хирургии, интенсивной терапии и реанимации.

## Описание
Основан в 1956 году, главными редакторами журнала были Рената Лебедева, академик РАН Армен Бунятян и другие. По состоянию на 2018 год главный редактор журнала — Молчанов Игорь Владимирович, доктор медицинских наук, профессор, заведующий кафедрой анестезиологии и реаниматологии ФГБОУ ДПО РМАНПО; почётный главный редактор — академик РАН А. А. Бунятян.
Выпускается издательством «Медицина», выходит 6 раз в год.
Входит в перечень рецензируемых научных журналов, в которых должны быть опубликованы основные научные результаты диссертаций на соискание российских учёных степеней кандидата и доктора наук. Рефераты и обзоры публикаций журнала представлены в международных информационно-справочных системах Excerpta Medica и Index Medicus.

## Тематика
Кроме общехирургических вопросов анестезиологии и реаниматологии, в журнале значительное место уделено информации о применении актуальных методов в акушерстве, гинекологии и педиатрии (включая микропедиатрию), в стоматологии, оториноларингологии, а также в амбулаторной практике. Особо освещаются общие вопросы интенсивной терапии и реанимации (вне связи с хирургией при травмах, отравлениях, инфекционных заболеваниях).
Существует специальный раздел для практикующих анестезиологов и реаниматологов введён, в котором публикуются практические наблюдения, разборы ошибок, осложнений, с комментариями ведущих специалистов. Затрагиваются смежные вопросы физиологии, фармакологии и гематологии, публикуются материалы об анестезиологической аппаратуре, системах мониторного наблюдения, средствах экспресс-диагностики.
Часть материалов приводится в лекционном формате, публикуются также рецензии на различные публикации, обзоры, дискуссионные статьи, публикуются статьи по методике и практике преподавания общей анестезиологии, интенсивного лечения и реанимации. Также публикуются протоколы заседаний обществ анестезиологов и реаниматологов, отчёты о международных конгрессах, съездах и пленумах правления Научного общества анестезиологов и реаниматологов.